# Râul Ercea
Râul Ercea sau Râul Lefaia este un curs de apă, afluent al râului Șar.

## Hărți
- Harta județului Mureș